# Elisa Kadigia Bove
Elisa Kadigia Bove là một nữ diễn viên người Ý.

## Cuộc sống cá nhân
Kadigia Bove là người gốc Ý-Somali.
Bove là mẹ của hai cậu bé, Malcolm và Massimiliano, cả hai đều sinh ra ở Sicily.

## Sự nghiệp
Bove bắt đầu sự nghiệp điện ảnh của mình diễn xuất trong quảng cáo. Cô lần đầu tiên nổi tiếng trong một chiến dịch truyền hình cho Atlantic, một thương hiệu TV-set nổi tiếng những năm 1970. Con gái của một người lính Ý và một phụ nữ Somalia. Sau khi tham dự Piccolo Teatro do Strehler đạo diễn, cô bắt đầu sự nghiệp lâu dài với vai trò là một nữ diễn viên và ca sĩ, giữa nhà hát, phim ảnh và truyền hình. Cô đã giải thích nhiều kiệt tác của nhà soạn nhạc tiên phong người Ý Luigi Nono bao gồm A Floresta é Jovem e Cheja de Vida, Un volto del mare, Contrappunto dialettico alla mente, Y entonces Comprendió. Cô ra mắt với tư cách là một nữ diễn viên trong bộ phim đầu tiên của đạo diễn Valentino Orsini. Sau đó, cô đóng vai chính trong một số phim B vào cuối thập niên sáu mươi và tám mươi, trong khi vai diễn cuối cùng của cô là trong một bộ phim hài của đạo diễn Cristina Comencini.
Bove sau đó đóng vai chính trong một số bộ phim truyện Ý, đặc biệt là thể loại kinh dị giallo. Sau đó, cô xuất hiện trong bộ phim Macabre năm 1980 của Lamberto Bava.
Bên cạnh công việc điện ảnh, Bove còn là chủ tịch của Associazione Donne Immigrate Victane (ADIA), một tổ chức phi lợi nhuận phục vụ phụ nữ nhập cư ở Ý.

## Đóng phim
- Macabre (1980)
- Occhio, malocchio, prezzemolo e finocchio (1983)